# Koubanka
Ne doit pas être confondu avec Kouïbanka.

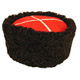
Une koubanka.

La koubanka est un couvre-chef traditionnel commun en Russie. C'est une forme raccourcie et basse de la papakha. 
Ce couvre-chef était à l'origine répandu chez les Cosaques du Kouban (d'où le nom) et du Terek. Dans les uniformes la couleur du sommet de la koubanka indique l'appartenance à un groupe particulier de cosaques (pour le Kouban la toile est rouge avec deux galons blancs formant une croix, pour le Terek la toile est bleue). La koubanka devient beaucoup plus populaire pendant la Première Guerre mondiale et la guerre civile russe. Pour mieux distinguer l'ami et l'ennemi, les soldats de l'Armée rouge arborent alors souvent un ruban rouge en diagonale sur leur koubanka, les armées blanches portant une cocarde. 
En Union soviétique, la koubanka fait également partie de l'uniforme de la milice et du NKVD à différentes périodes. Elles ont été portés par certaines unités de l'Armée rouge, principalement du sud de l'URSS, pendant la Seconde Guerre mondiale au lieu de l'ouchanka. 

## Galerie de photos

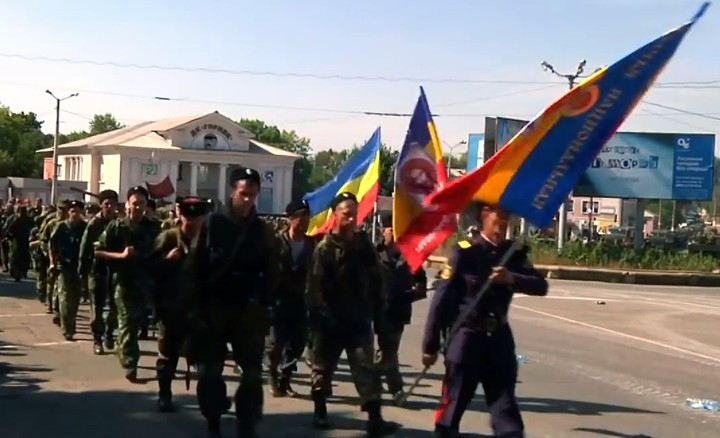
Milice à Louhansk en 2014.